# Reggie Perry
Reginald Jordan Perry, detto Reggie (Thomasville, 21 marzo 2000), è un cestista statunitense.

## Carriera

### High school
Perry ha frequentato la Thomasville High School di Thomasville, in Georgia. Nella sua stagione da senior, ha tenuto una media di 22 punti e 11 rimbalzi a partita, guadagnandosi gli onori di Giocatore dell'anno della Georgia Class 2A e portando Thomasville al suo primo campionato statale. Nel marzo 2018, Perry ha giocato al McDonald's All-American Game.

### College
Come matricola a Mississippi State ha avuto una media di 9,7 punti e 7,2 rimbalzi a partita. Il 23 febbraio 2019, ha segnato 21 punti, di cui 17 nel secondo tempo, contro la Carolina del Sud. Dopo la stagione, Perry si è dichiarato per il Draft NBA 2019, salvo poi ritirarsi per tornare ai Bulldogs. Il 5 novembre 2019, alla sua seconda stagione di apertura, ha registrato 13 punti, 7 rimbalzi e 3 assist in una vittoria su FIU. Al termine della stagione regolare, Perry è stato incluso nell'All-SEC First Team. Al secondo anno, Perry aveva una media di 17,4 punti e 10,1 rimbalzi a partita. Dopo la stagione si è dichiarato per il Draft NBA 2020.

### NBA

#### Brooklyn Nets (2020-2021)
Il 18 novembre 2020 è stato scelto dai Los Angeles Clippers con la 57ª scelta assoluta nel Draft NBA 2020, salvo poi venire ceduto ai Brooklyn Nets il giorno successivo. Il 27 novembre Perry ha firmato con i Nets. Tuttavia, il 19 dicembre, il suo contratto viene convertito in un two-way contract.

## Statistiche

### College
| Anno      | Squadra      | PG | PT | MP   | TC%  | 3P%  | TL%  | RP   | AP  | PRP | SP  | PP   |
| --------- | ------------ | -- | -- | ---- | ---- | ---- | ---- | ---- | --- | --- | --- | ---- |
| 2018-2019 | MSU Bulldogs | 34 | 18 | 23,9 | 50,2 | 28,2 | 71,6 | 7,2  | 0,6 | 0,6 | 0,7 | 9,7  |
| 2019-2020 | MSU Bulldogs | 31 | 31 | 31,1 | 50,0 | 32,4 | 76,8 | 10,1 | 2,3 | 0,8 | 1,2 | 17,4 |
| Carriera  | Carriera     | 65 | 49 | 27,3 | 50,1 | 30,9 | 74,8 | 8,6  | 1,4 | 0,7 | 0,9 | 13,4 |

### NBA

#### Regular Season
| Anno      | Squadra             | PG | PT | MP   | TC%  | 3P%  | TL%  | RP  | AP  | PRP | SP  | PP   |
| --------- | ------------------- | -- | -- | ---- | ---- | ---- | ---- | --- | --- | --- | --- | ---- |
| 2020-2021 | Brooklyn Nets       | 26 | 0  | 8,1  | 41,0 | 19,0 | 76,9 | 2,8 | 0,5 | 0,2 | 0,2 | 3,0  |
| 2021-2022 | Portland T. Blazers | 9  | 1  | 19,7 | 50,0 | 18,8 | 60,0 | 5,1 | 1,3 | 1,0 | 0,7 | 10,0 |
| 2021-2022 | Indiana Pacers      | 1  | 0  | 10,0 | 100  | -    | -    | 1,0 | 0,0 | 0,0 | 0,0 | 2,0  |
| Carriera  | Carriera            | 36 | 1  | 11,1 | 45,9 | 18,9 | 67,9 | 3,3 | 0,7 | 0,4 | 0,3 | 4,7  |

#### Playoffs
| Anno     | Squadra       | PG | PT | MP  | TC%  | 3P%  | TL% | RP  | AP  | PRP | SP  | PP  |
| -------- | ------------- | -- | -- | --- | ---- | ---- | --- | --- | --- | --- | --- | --- |
| 2021     | Brooklyn Nets | 5  | 0  | 4,4 | 53,8 | 40,0 | -   | 1,2 | 0,2 | 0,2 | 0,0 | 3,2 |
| Carriera | Carriera      | 5  | 0  | 4,4 | 53,8 | 40,0 | -   | 1,2 | 0,2 | 0,2 | 0,0 | 3,2 |

### G League
| Anno      | Squadra           | PG | PT | MP   | TC%  | 3P%  | TL%  | RP   | AP  | PRP | SP  | PP   |
| --------- | ----------------- | -- | -- | ---- | ---- | ---- | ---- | ---- | --- | --- | --- | ---- |
| 2020-2021 | Long Island Nets  | 15 | 14 | 28,8 | 52,1 | 32,4 | 77,3 | 8,9  | 2,9 | 0,5 | 0,6 | 18,1 |
| 2021-2022 | Raptors 905       | 33 | 29 | 31,3 | 46,3 | 31,8 | 76,7 | 11,1 | 2,5 | 1,1 | 0,8 | 20,0 |
| 2022-2023 | Raptors 905       | 34 | 30 | 31,5 | 44,0 | 25,7 | 81,0 | 8,0  | 3,5 | 1,1 | 1,1 | 21,2 |
| 2022-2023 | Motor City Cruise | 7  | 0  | 22,2 | 60,7 | 42,9 | 77,8 | 6,6  | 2,4 | 0,4 | 0,4 | 19,4 |
| Carriera  | Carriera          | 89 | 73 | 30,3 | 47,1 | 29,9 | 79,0 | 9,2  | 3,0 | 1,0 | 0,9 | 20,1 |

## Palmarès
- McDonald's All-American Game (2018)